# Lista de táxons mamíferos descritos em 2009
Esta é uma listagem de táxons mamíferos descritos no ano de 2009.

## Táxons superior fósseis
| Táxon            | Autor             | Referência | Comentário |
| Corriebaataridae | Rich et al., 2009 | Rich, T.H.; Vickers-Rich, P.; Flannery, T.F.; Kear, B.P.; Cantrill, D.J.; Komarower, P.; Kool, L.; Pickering, D.; Trusler, P.; Morton, S.; van Klaveren, N.; Fitzgerald, E.M.G. 2009. An Australian multitubercular and its palaeobiogeographic implications. Acta Palaeontologica Polonica 54 (1): 1-6. |            |

## Gêneros fósseis
| Táxon           | Autor                                                                 | Referência | Comentário |
| Darwinius       | Franzen, Gingerich, Habersetzer, Hurum, von Koenigswald & Smith, 2009 | Franzen, J.L.; Gingerich, P.D.; Habersetzer, J.; Hurum, J.H.; von Koenigswald, W.; Smith, B.H. (2009). Complete Primate Skeleton from the Middle Eocene of Messel in Germany: Morphology and Paleobiology. PLoS ONE 4 (5): e5723.                                          |            |
| Dolinasorex     | Rofes & Cuenca-Bescós, 2009                                           | Rofes, J.; Cuenca-Bescós, G. A new genus of red-toothed shrew (Mammalia, Soricidae) from the Early Pleistocene of Gran Dolina (Atapuerca, Burgos, Spain), and a phylogenetic approach to the Eurasiatic Soricinae. Zoological Journal of the Linnean Society 155 (4): 904. |            |
| Maiacetus       | Gingerich, ul-Haq, von Koenigswald, Sanders & Smith, 2009             | Gingerich P.D.; ul-Haq, M.; von Koenigswald, W.; Sanders, W.J.; Smith, B.H. (2009). New Protocetid Whale from the Middle Eocene of Pakistan: Birth on Land, Precocial Development, and Sexual Dimorphism. PLoS ONE 4 (2): e4366.                                           |            |
| Nalameryx       | Métais, Welcomme & Ducrocq, 2009                                      | Métais, G.; Welcomme, J.-L.; Ducrocq, S. (2009). New lophiomerycid ruminants from the Oligocene of the Bugti Hills (Balochistan, Pakistan). Journal of Vertebrate Paleontology 29 (1): 231–241.                                                                            |            |
| Puijila         | Rybczynski, Dawson & Tedford, 2009                                    | Rybczynski, N.; Dawson, M.R.; Tedford, R.H. (2009). A semi-aquatic Arctic mammalian carnivore from the Miocene epoch and origin of Pinnipedia. Nature 458 (23 April): 1021–1024.                                                                                           |            |
| Tarkops         | Ni, meng, Beard, Gebo, Wang & Li, 2009                                | Ni, X., Meng, J.; Beard, K.C.; Gebo, D.L.; Wang, Y.; Li, C. (2009). A new tarkadectine primate from the Eocene of Inner Mongolia, China: Phylogenetic and biogeographic implications. Proceedings of the Royal Society B (Biological Sciences).                            |            |
| Trapalcotherium | Rougier, Chornogubsky, Casadio, Arango & Giallombardo, 2009           | Rougier, G.W.; Chornogubsky, L.; Casadio, S.; Arango, N.P.; Giallombardo, A. (2009). Mammals from the Allen Formation, Late Cretaceous, Argentina. Cretaceous Research 30: 223-238.                                                                                        |            |
| Zionodon        | Dunn & Rasmussen, 2009                                                | Dunn, R.H.; Rasmussen, D.T. (2009). Skeletal Morphology of a New Genus of Eocene Insectivore (Mammalia, Erinaceomorpha) from Utah. Journal of Mammalogy 90 (2): 270-305.                                                                                                   |            |

## Espécies fósseis
| Táxon                        | Autor                                                                            | Referência | Comentário |
| Barberenia allenensis        | Rougier, Chornogubsky, Casadio, Arango & Giallombardo, 2009                      | Rougier, G.W.; Chornogubsky, L.; Casadio, S.; Arango, N.P.; Giallombardo, A. (2009). Mammals from the Allen Formation, Late Cretaceous, Argentina. Cretaceous Research 30: 223-238. |            |
| Corriebaatar marywaltersae   | Rich et al., 2009                                                                | Rich, T.H.; Vickers-Rich, P.; Flannery, T.F.; Kear, B.P.; Cantrill, D.J.; Komarower, P.; Kool, L.; Pickering, D.; Trusler, P.; Morton, S.; van Klaveren, N.; Fitzgerald, E.M.G. 2009. An Australian multitubercular and its palaeobiogeographic implications. Acta Palaeontologica Polonica 54 (1): 1-6. |            |
| Darwinius masillae           | Franzen, Gingerich, Habersetzer, Hurum, von Koenigswald & Smith, 2009            | Franzen, J.L.; Gingerich, P.D.; Habersetzer, J.; Hurum, J.H.; von Koenigswald, W.; Smith, B.H. (2009). Complete Primate Skeleton from the Middle Eocene of Messel in Germany: Morphology and Paleobiology. PLoS ONE 4 (5): e5723.                                                                        |            |
| Dolinasorex glyphodon        | Rofes & Cuenca-Bescós, 2009                                                      | Rofes, J.; Cuenca-Bescós, G. A new genus of red-toothed shrew (Mammalia, Soricidae) from the Early Pleistocene of Gran Dolina (Atapuerca, Burgos, Spain), and a phylogenetic approach to the Eurasiatic Soricinae. Zoological Journal of the Linnean Society 155 (4): 904.                               |            |
| Maiacetus inuus              | Gingerich, ul-Haq, von Koenigswald, Sanders & Smith, 2009                        | Gingerich P.D.; ul-Haq, M.; von Koenigswald, W.; Sanders, W.J.; Smith, B.H. (2009). New Protocetid Whale from the Middle Eocene of Pakistan: Birth on Land, Precocial Development, and Sexual Dimorphism. PLoS ONE 4 (2): e4366.                                                                         |            |
| Mesungulatum lamarquensis    | Rougier, Chornogubsky, Casadio, Arango & Giallombardo, 2009                      | Rougier, G.W.; Chornogubsky, L.; Casadio, S.; Arango, N.P.; Giallombardo, A. (2009). Mammals from the Allen Formation, Late Cretaceous, Argentina. Cretaceous Research 30: 223-238. |            |
| Nalameryx sulaimani          | Métais, Welcomme & Ducrocq, 2009                                                 | Métais, G.; Welcomme, J.-L.; Ducrocq, S. (2009). New lophiomerycid ruminants from the Oligocene of the Bugti Hills (Balochistan, Pakistan). Journal of Vertebrate Paleontology 29 (1): 231–241. |            |
| Palaeopropithecus kelyus     | Gommery, Ramanivosoa, Tombomiadana-Raveloson, Randrianantenaina & Kerloc’h, 2009 | Gommery, D.; Ramanivosoa, B.; Tombomiadana-Raveloson, S.; Randrianantenaina, H.; Kerloc’h, P. 2009. Une nouvelle espèce de lémurien géant subfossile du Nord-Ouest de Madagascar (Palaeopropithecus kelyus, Primates). Comptes Rendus Palevol 8 (5): July-August                                         |            |
| Puijila darwini              | Rybczynski, Dawson & Tedford, 2009                                               | Rybczynski, N.; Dawson, M.R.; Tedford, R.H. (2009). A semi-aquatic Arctic mammalian carnivore from the Miocene epoch and origin of Pinnipedia. Nature 458 (23 April): 1021–1024. |            |
| Tarkops mckennai             | Ni, meng, Beard, Gebo, Wang & Li, 2009                                           | Ni, X., Meng, J.; Beard, K.C.; Gebo, D.L.; Wang, Y.; Li, C. (2009). A new tarkadectine primate from the Eocene of Inner Mongolia, China: Phylogenetic and biogeographic implications. Proceedings of the Royal Society B (Biological Sciences).                                                          |            |
| Thylophorops lorenzinii      | Goin, Zimicz, Los Reyes & Soibelzon, 2009                                        | Goin, F.J.; Zimicz, N.; Los Reyes, M.; Soibelzon, L. (2009). A new large didelphid of the genus Thylophorops (Mammalia: Didelphimorphia: Didelphidae), from the late Tertiary of the Pampean Region (Argentina). Zootaxa 2005: 35-46.                                                                    |            |
| Trapalcotherium matuastensis | Rougier, Chornogubsky, Casadio, Arango & Giallombardo, 2009                      | Rougier, G.W.; Chornogubsky, L.; Casadio, S.; Arango, N.P.; Giallombardo, A. (2009). Mammals from the Allen Formation, Late Cretaceous, Argentina. Cretaceous Research 30: 223-238. |            |
| Zionodon satanus             | Dunn & Rasmussen, 2009                                                           | Dunn, R.H.; Rasmussen, D.T. (2009). Skeletal Morphology of a New Genus of Eocene Insectivore (Mammalia, Erinaceomorpha) from Utah. Journal of Mammalogy 90 (2): 270-305. |            |
| Zionodon walshi              | Dunn & Rasmussen, 2009                                                           | Dunn, R.H.; Rasmussen, D.T. (2009). Skeletal Morphology of a New Genus of Eocene Insectivore (Mammalia, Erinaceomorpha) from Utah. Journal of Mammalogy 90 (2): 270-305. |            |

## Espécies recentes
| Táxon                          | Autor                                                                      | Referência | Comentário |
| Abrawayaomys chebezi           | Pardiñas, Teta & D'Elía, 2009                                              | Pardiñas, U.F.J.; Teta, P.; D'Elía, G. 2009. Taxonomy and distribution of Abrawayaomys (Rodentia: Cricetidae), an Atlantic Forest endemic with the description of a new species. Zootaxa 2128: 39-60. |            |
| Eumops wilsoni                 | Baker, McDonough, Swier, Larsen, Carrera & Ammerman, 2009                  | Baker, R.J.; McDonough, M.M.; Swier, V.J.; Larsen, P.A.; Carrera, J.P.; Ammerman, L.K. 2009. New species of bonneted bat, genus Eumops (Chiroptera: Molossidae) from the lowlands of western Ecuador and Peru. Acta Chiropterologica 11 (1): 1-13.                                                             |            |
| Lagidium ahuacaense            | Ledesma, Werner, Spotorno & Albuja, 2009                                   | Ledesma, K.J.; Werner, F.A.; Spotorno, A.E.; Albuja, L.H. 2009. A new species of Mountain Viscacha (Chinchillidae: Lagidium Meyen) from the Ecuadorean Andes. Zootaxa 2126: 41-57. |            |
| Microgale grandidieri          | Olson, Rakotomalala, Hildebrandt, Lanier, Raxworthy & Goodman, 2009        | Olson, L.E.; Rakotomalal, Z.; Hildebrandt, K.B.P.; Lanier, H.C.; Raxworthy, C.J.; Goodman, S.M. 2009. Pylogeography of Microgale brevicaudata (Tenrecidae) and description of a new species from western Madagascar. Journal of Mammalogy 90 (5): 1095–1110.                                                   |            |
| Miniopterus aelleni            | Goodman, Maminirina, Weyeneth, Bradman, Christidis, Ruedi & Appleton, 2009 | Goodman, S.M.; Maminirina, C.P.; Weyeneth, N.; Bradman, H.M.; Christidis, L.; Ruedi, M.; Appleton, B. 2009. The use of molecular and morphological characters to resolve the taxonomic identity of cryptic species: the case of Miniopterus manavi (Chiroptera: Miniopteridae). Zoologica Scripta 38: 339-363. |            |
| Murina bicolor                 | Kuo, Fang, Csorba & Lee, 2009                                              | Kuo, H.-C.; Fang, Y.-P.; Csorba G.; Lee, L.-L. 2009. Three New Species of Murina (Chiroptera: Vespertilionidae) from Taiwan. Journal of Mammalogy 90 (4): 980-991. |            |
| Murina gracilis                | Kuo, Fang, Csorba & Lee, 2009                                              | Kuo, H.-C.; Fang, Y.-P.; Csorba G.; Lee, L.-L. 2009. Three New Species of Murina (Chiroptera: Vespertilionidae) from Taiwan. Journal of Mammalogy 90 (4): 980-991. |            |
| Murina recondita               | Kuo, Fang, Csorba & Lee, 2009                                              | Kuo, H.-C.; Fang, Y.-P.; Csorba G.; Lee, L.-L. 2009. Three New Species of Murina (Chiroptera: Vespertilionidae) from Taiwan. Journal of Mammalogy 90 (4): 980-991. |            |
| Rhinolophus xinanzhongguoensis | Zhou, Guillén-Servent, Lim, Eger, Wang & Jiang, 2009                       | Zhou, Z.-M.; Guillén-Servent, A.; Lim, B. K.; Eger, J.L.; Wang, Y.-Z.; Jiang, S.-L. (2009). A New Species from Southwestern China in the Afro-Palearctic Lineage of the Horseshoe Bats (Rhinolophus). Journal of Mammalogy 90 (1): 57-73.                                                                      |            |
| Rhinopoma hadramauticum        | Benda, Reiter, Al-Jumaily, Nasher & Hulva, 2009                            | Benda, P.; Reiter, A.; Al-Jumaily, M.; Nasher, A.K.; Hulva, P. 2009. A new species of mouse-tailed bat (Chiroptera: Rhinopomatidae: Rhinopoma) from Yemen. Journal of the National Museum (Prague) 177 (6): 53-68.                                                                                             |            |
| Sylvisorex akaibei             | Mukinzi, Hutterer & Barriere, 2009                                         | Mukinzi, I.; Hutterer, R.; Barriere, P. 2009. A new species of Sylvisorex (Mammalia: Soricidae) from lowland forests north of Kisangani, Democratic Republic of Congo. Mammalia 73 (2): 130–134. |            |